# My House
My House – drugi długogrający album niemieckiej piosenkarki Oceany, wydany 22 czerwca 2012 przez wytwórnię Warner Music. 
Album zawiera 15 premierowych utworów, w tym przebój „Endless Summer” wybrany przez UEFA na oficjalny hymn Mistrzostw Europy w Piłce Nożnej 2012 odbywających się w Polsce i Ukrainie.
Płyta zadebiutowała na 15. miejscu listy OLiS.

## Lista utworów
Opracowano na podstawie materiału źródłowego.
1. „My House” – 4:02
2. „Sunshine Everyday” – 3:54
3. „Amazing” (Feat. Maceo Parker) – 3:27
4. „Lose Control” – 3:15
5. „Put Your Gun Down” – 3:57
6. „Say Sorry” – 4:30
7. „Sweet Violet” – 4:12
8. „Diamonds” – 2:50
9. „Endless Summer” – 3:11
10. „Love Is Dying” (Feat. Mr. Vegas) – 3:52
11. „Better Days” – 3:46
12. „Hopes & Sins” – 3:46
13. „Some People” – 3:08
14. „Don't Walk Away” – 3:22
15. „A Rockin Good Way” (hidden track) – 7:33